# Tropidion subcruciatum
Tropidion subcruciatum là một loài bọ cánh cứng trong họ Cerambycidae.